# Friedhof Radebeul-West
Der Friedhof Radebeul-West, auch Hauptfriedhof Kötzschenbroda, ist einer der beiden Radebeuler Hauptfriedhöfe, er liegt im Stadtteil Kötzschenbroda an der Kötzschenbrodaer Straße 166. Zusammen mit der nahegelegenen Friedenskirche deckt er hauptsächlich die Stadtteile Kötzschenbroda und Niederlößnitz ab. Der Friedhof steht unter Denkmalschutz, er gilt als denkmalpflegerische Sachgesamtheit sowie als denkmalgeschütztes Werk der Landschafts- und Gartengestaltung, dazu kommen als ausgewiesene Einzeldenkmale die Kapelle mit dem nach links führenden Nebenflügel, zahlreiche Grabstellen sowie das ausgegliederte Wohnhaus Am Gottesacker 33.

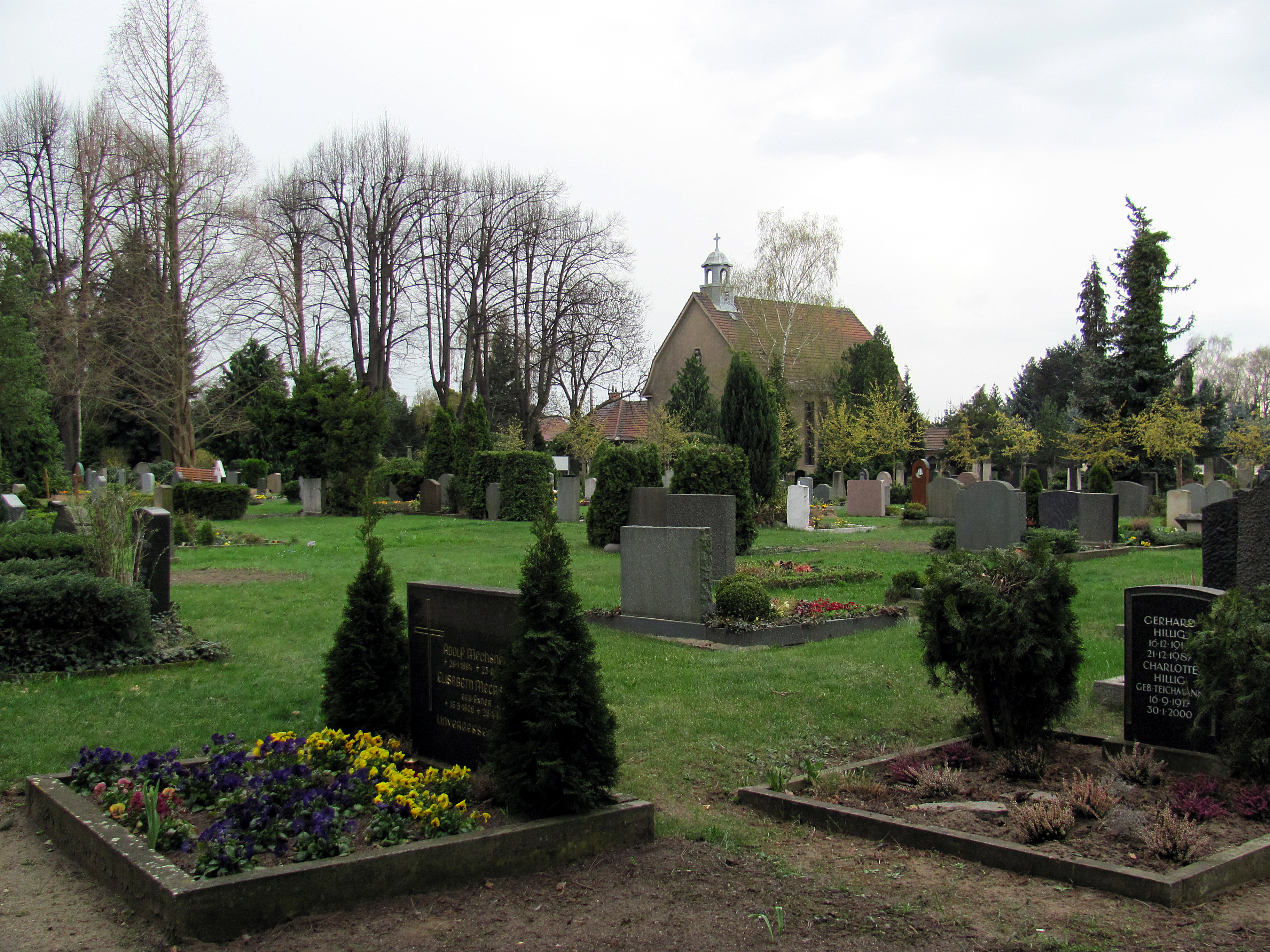
Friedhof Radebeul-West mit Kapelle

## Geschichte

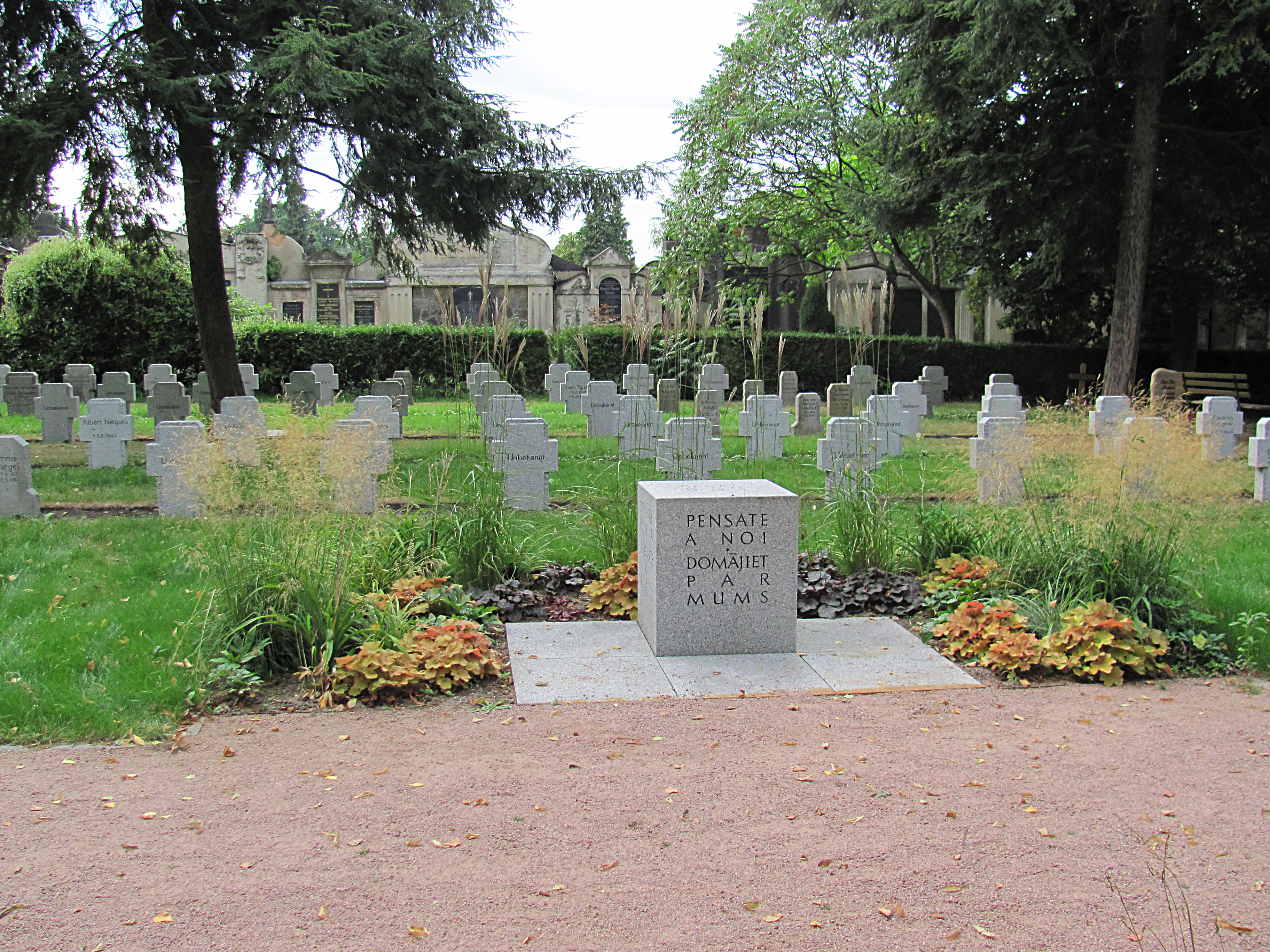
Kriegsgräberanlage Radebeul-West

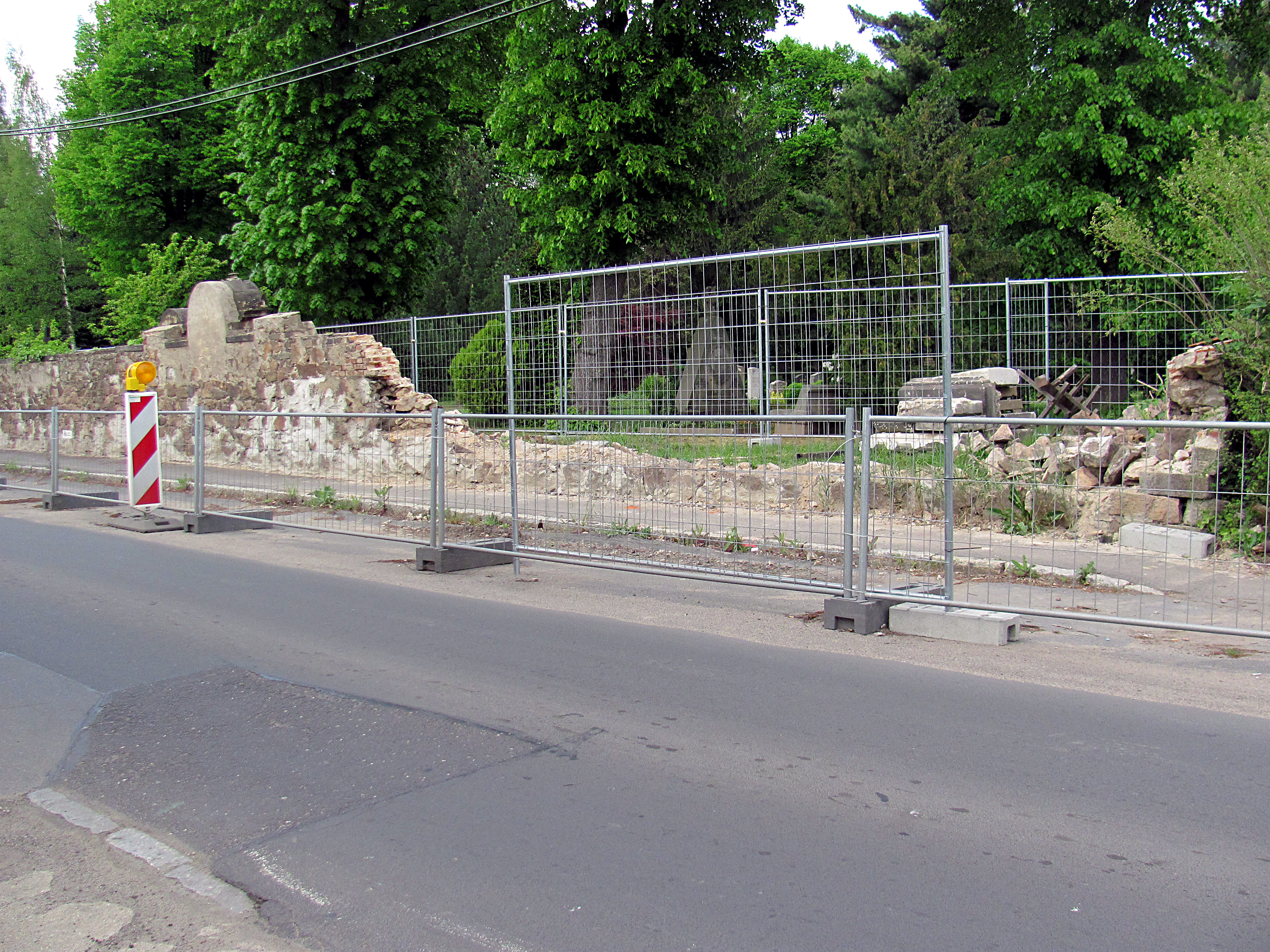
Friedhofsmauer Kötzschenbrodaer Straße, nach dem Hochwasser 2013 teilweise eingefallen. Im Hintergrund das Grabmal Schuch

Da der Alte Friedhof von Kötzschenbroda trotz aller Erweiterung nicht mehr ausreichte, wurde ab 1860 nicht weit östlich ein neuer Friedhof geplant, der 1874 eingeweihte Neue Friedhof. Dieser ist heute als Friedhof Radebeul-West einer der beiden Hauptfriedhöfe der Stadt Radebeul. Der Alte Friedhof wurde in der Folgezeit hauptsächlich zur Beerdigung von Verstorbenen des nahegelegenen Diakonissenheims sowie Kindern benutzt.
Die ursprünglich von Moritz Große aus dem Jahr 1873/74 stammende Kapelle wurde 1913 durch einen Nachfolgebau der Gebrüder Kießling ersetzt. Diese bauten auf dem Vorgängerbau auf. Die Außenmauern wurden in der Tiefe um lediglich 20 Zentimeter und in der Breite um 2,60 Meter erweitert, um so ein großzügigeres Raumprogramm unterzubringen. Die Kosten betrugen mindestens 40.000 Mark. Das in jüngster Zeit freigelegte und restaurierte Christusgemälde an der Decke stammt vermutlich von Georg Richter-Lößnitz.
Die am Anfang aus den Quartieren A–D bestehende Friedhofsfläche wurde mehrfach erweitert, erst 1888, zuletzt 1950 bis auf eine Fläche von 4,1 Hektar.
Zusätzlich befindet sich auf dem Hauptfriedhof von Radebeul-West eine Kriegsgräberanlage vom Ende des Zweiten Weltkriegs mit 92 Grabmalen, die im Jahr 2012/13 saniert wurde.
Beim Elbehochwasser 2013 wurden Teile des Friedhofs an der Kötzschenbrodaer Straße überflutet, darunter auch die denkmalgeschützte Bruchstein-Umfassungsmauer. Da deren Standsicherheit gefährdet ist, soll sie aus Wiederaufbaumitteln nach dem Hochwasser denkmalgerecht gesichert werden. Um sowohl die Mauer als auch den öffentlichen Verkehr entlang der Kötzschenbrodaer Straße zu schützen, wurde dort eine einspurige Verkehrsführung auf der der Mauer abgewandten Straßenseite eingerichtet. Teile der Mauer sind inzwischen eingestürzt und müssen wiederhergestellt werden.

## Beschreibung
Das Friedhofsareal ist eine größere Grünfläche zwischen den Straßen Am Gottesacker im Norden und der Kötzschenbrodaer Straße im Süden. Im Osten geht das Areal in bäuerliche Flur über; nach Westen hin ergibt sich eine Dreiecksfläche bis zur Kreuzung von Am Gottesacker und Kötzenbrodaer Straße, die durch einige private Wohngrundstücke sowie den Alten Friedhof belegt wird. Durch die Dreiecksfläche zwischen den Straßen ist das Friedhofsareal leicht nach Südosten gekippt. Die Friedhofsfläche wird nach Westen hin sowie an den Straßen durch eine Bruchstein-Mauer eingefriedet, in der sich für die Fußwege sowie die Einfahrt zur Kapelle Tore befinden.
Die Friedhofskapelle liegt am Westrand auf halber Strecke zwischen beiden Straßen. Nach Osten liegen die vier ältesten Gräberfelder B und A an der Kötzschenbrodaer Straße und D und C an Am Gottesacker. Diese vier hochrechteckigen Felder werden nach Osten durch eine in der Mitte durchbrochene Mauer (die ehemalige östliche Umfassungsmauer) begrenzt, an der sich beidseits zahlreiche große Wandgrabstellen befinden. Die vier Felder werden getrennt durch den von der Kapelle nach Osten verlaufenden Mittelweg sowie durch den von den Außentoren aus von Nord nach Süd verlaufenden Kreuzungsweg. Die Tore sind mit 1873 datiert.

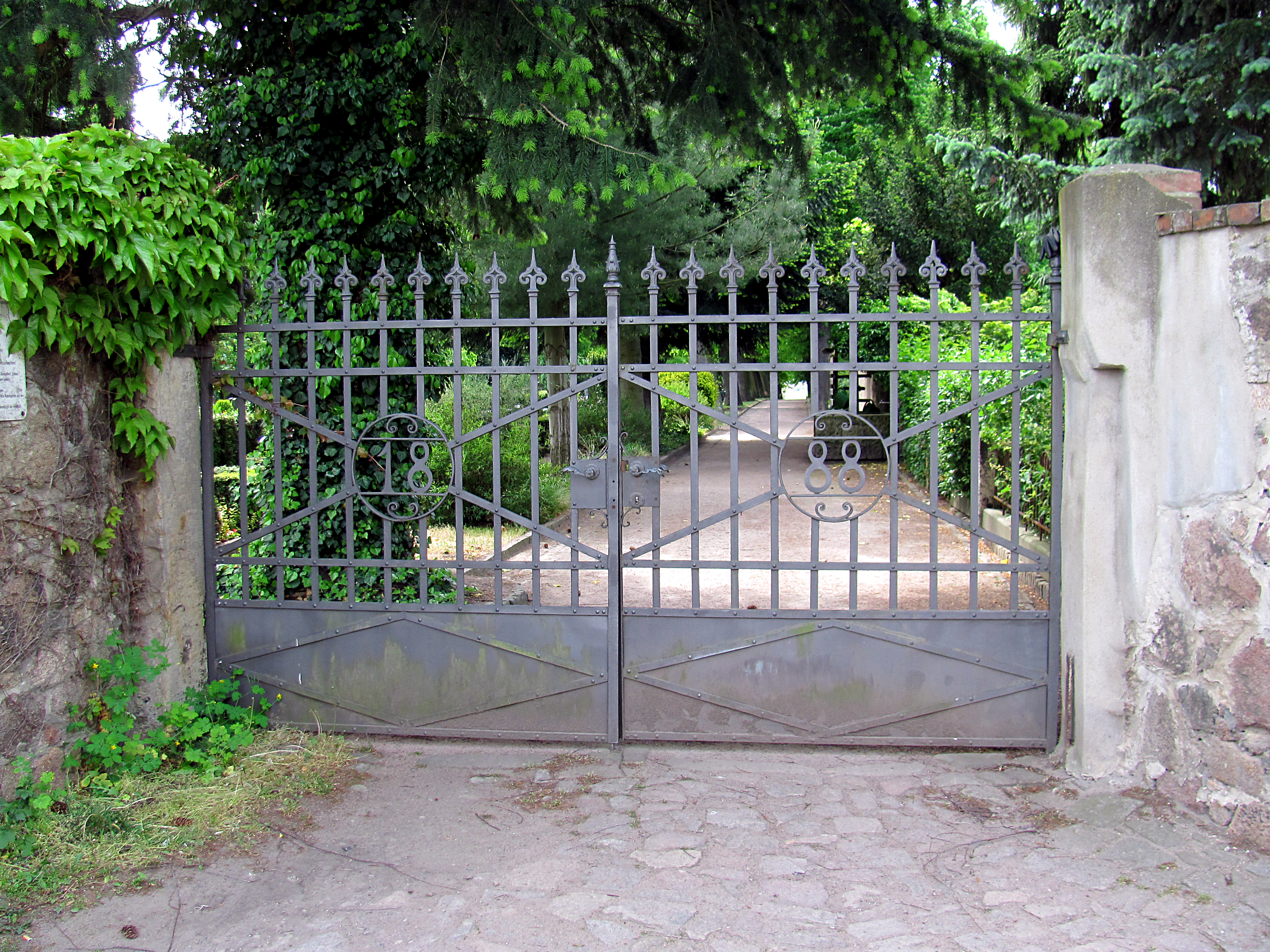
Friedhofstor von 1888

Hinter der Zwischenmauer mit den Wandgräbern folgen die vier hochrechteckigen Gräberfelder F und K an der Kötzschenbrodaer Straße und E und G zu Am Gottesacker hin. Auch diese Felder werden durch gekreuzte Wege getrennt. Die Tore der Erweiterung sind mit 1888 datiert. Zwischen den gekippten Feldern und Am Gottesacker entsteht eine Dreiecksfläche, auf deren linkem Bereich ein heute abgetrenntes Wohnhaus steht. Rechts davon, nach Osten hin, liegt östlich des Verbindungswegs und nach Norden bis zur Umfassungsmauer das Gräberfeld H. Die drei östlichsten Felder werden wieder mit einer unterbrochenen Mauer begrenzt, dahinter liegt dann ein Teil Erweiterungsflächen, die in die Feldflur übergehen.
Die sich am westlichen Rand befindende Kapelle steht mit der Giebelseite zum Friedhof hin. Es handelt sich um einen Bau mit einem geknickten, ziegelgedeckten Satteldach, auf dem sich ein achteckiger Dachreiter mit Glockentürmchen befindet. Hinten am Gebäude steht eine Apsis.
In der Giebelseite findet sich mittig der Haupteingang als rundbogiges Portal, überwölbt durch entsprechend gerundete Verdachung aus Kupferblech. Auf dem Rand des Portals ist die Inschrift „Ich lebe und ihr sollt auch leben“ zu lesen. Über dem Portal ist ein hochachteckiges Schmuckfeld angebracht; in diesem befindet sich „ein Kunststeinrelief des auferstandenen Christus als Triumphator über den Tod.“ Links des Portals findet sich das Baumeisterzeichen der Gebrüder Kießling. Der massive Putzbau wird seitlich durch hochaufragende schmale Rechteckfenster belichtet.
Die Decke im Inneren wird durch ein Rabitzgewölbe gebildet. Über dem Eingang findet sich über die ganze Breite des Schiffs eine Empore.
Links der Kapelle liegt ein langgestreckter niedriger Wirtschaftsflügel, mittig mit drei Arkaden. Rechts zur Kapelle ein hohes, in das Ziegeldach ragende Rundbogentor, sodass dort das Satteldach hochgewölbt wird. Am freien Ende links steht ein seitenrisalitähnlicher Vorbau. Über der mittleren Arkade wölbt sich zur Belichtung eine Fledermausgaube aus dem Dach.
Das sich in dem heute abgetrennten Dreiecksfeld Am Gottesacker 33 befindliche Wohnhaus stammt aus dem 19. Jahrhundert. Es wurde 1937 durch die den Friedhof betreuenden Baumeister Kießling aufgestockt und mit einem hohen Walmdach versehen.
Zahlreiche der sich auf dem denkmalgeschützten Friedhof befindenden Grabstellen werden aus denkmalpflegerischen, kunstgeschichtlichen oder stadtgeschichtlichen Gründen hervorgehoben. Darüber hinaus wurden auf diesem Hauptfriedhof Kötzschenbroda zahlreiche Persönlichkeiten aus Kötzschenbroda und aus Niederlößnitz beerdigt.

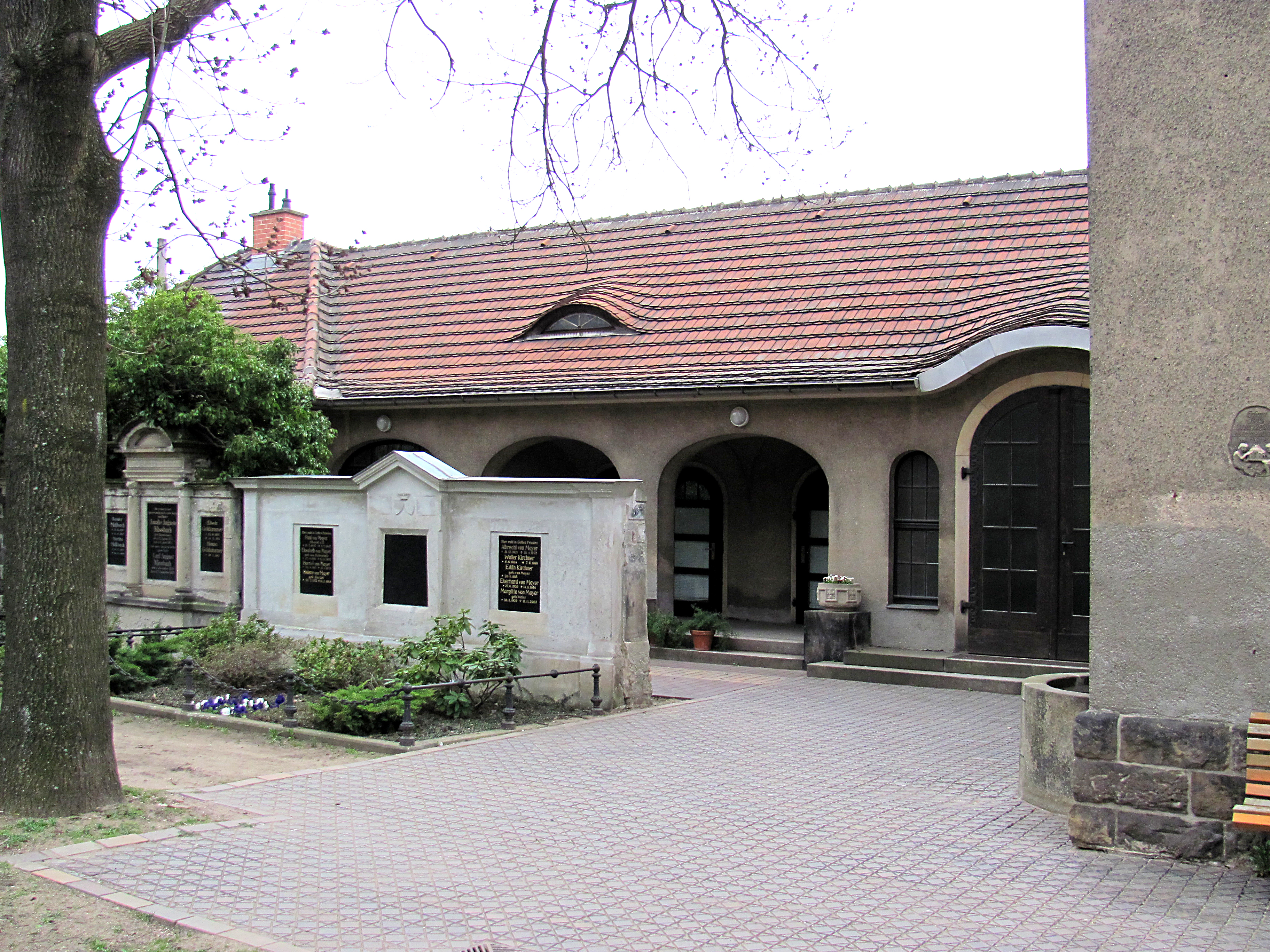
Kapellenanbau links der Kapelle
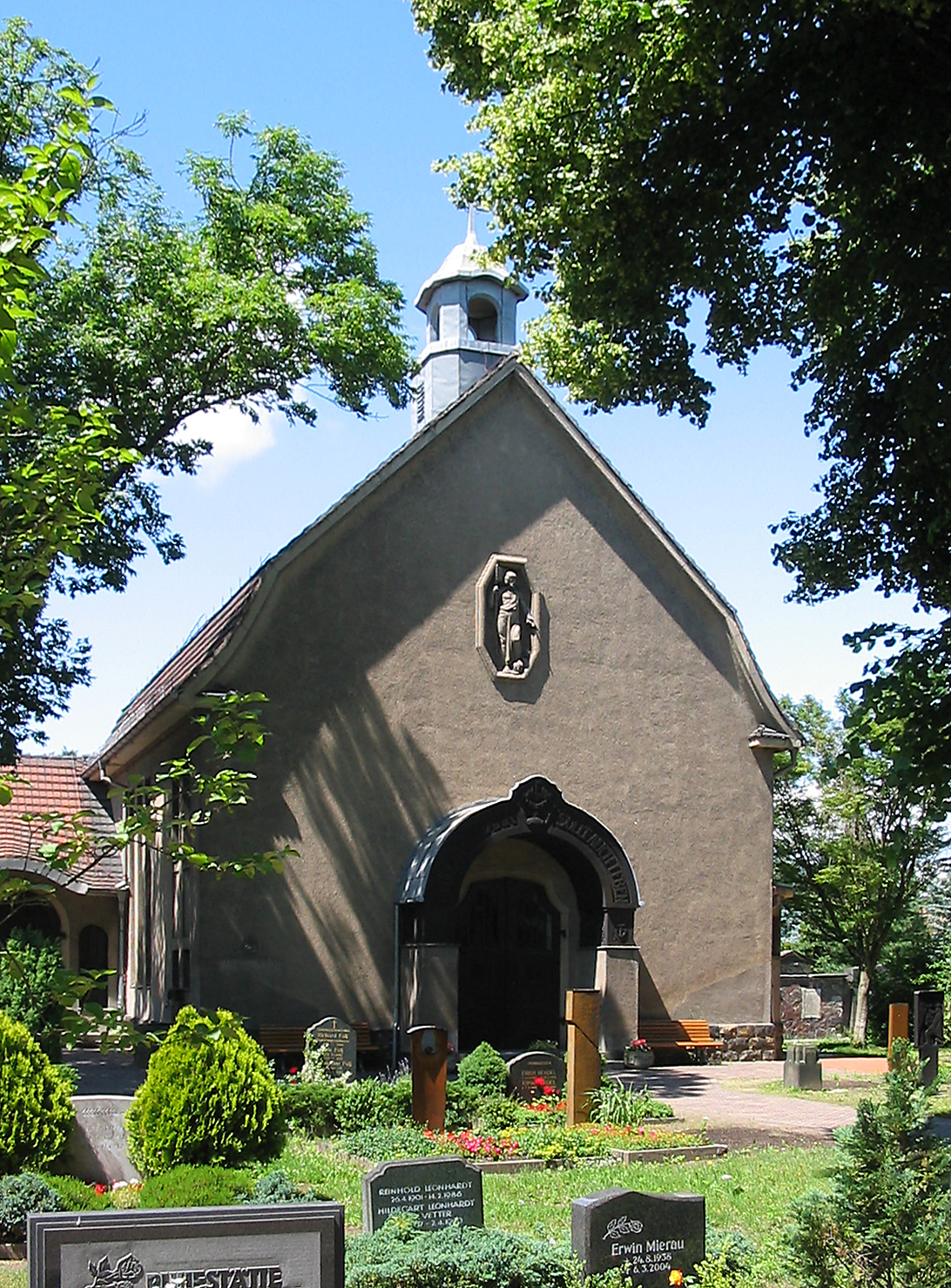
Friedhofskapelle Radebeul-West
Friedhofskapelle Radebeul-West: Christusgemälde von Richter-Lößnitz
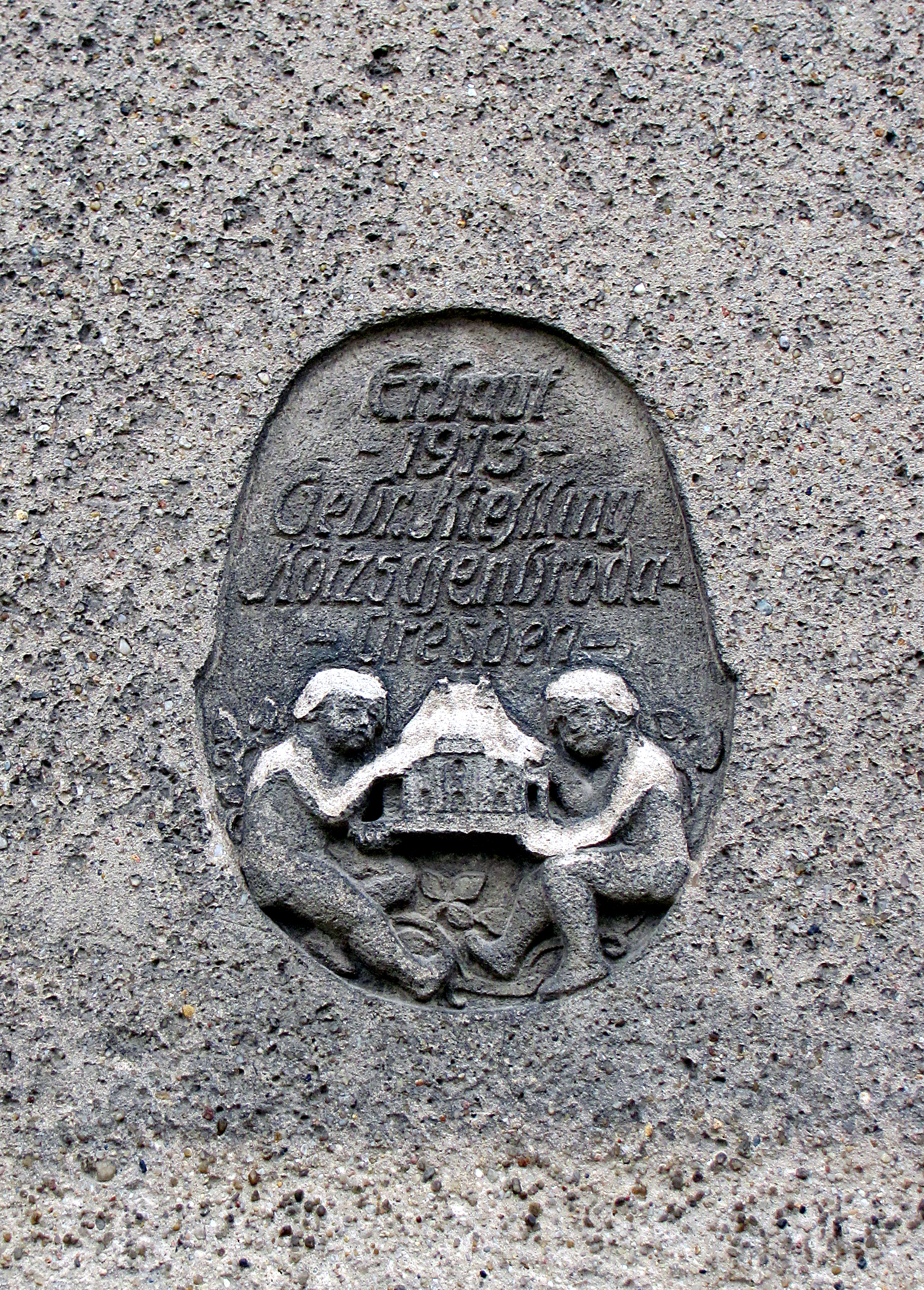
Bauzeichen der Gebr. Kießling an der Kapelle
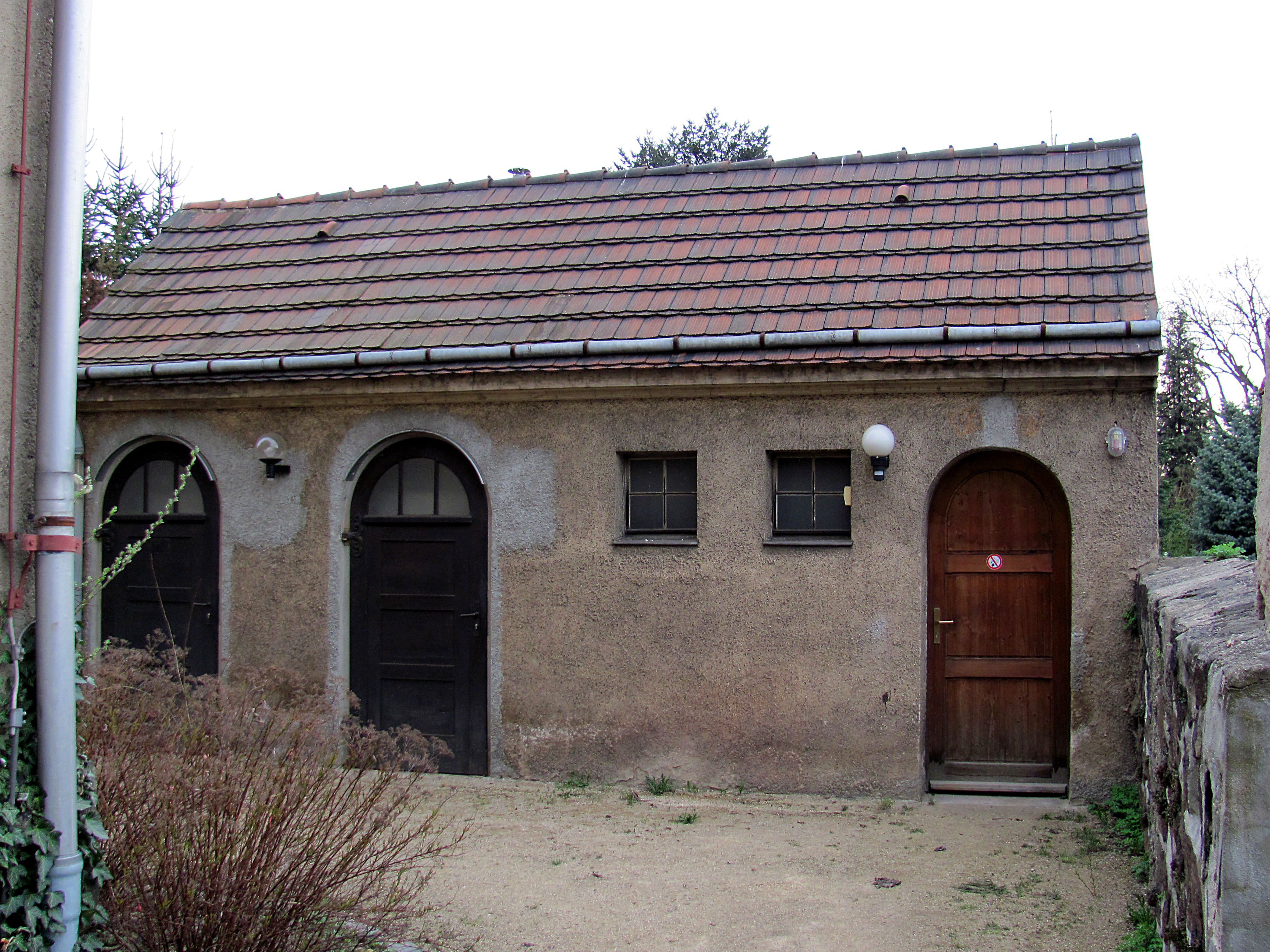
Nebengebäude rechts hinter der Kapelle, nicht denkmalgeschützt

## Grabmale

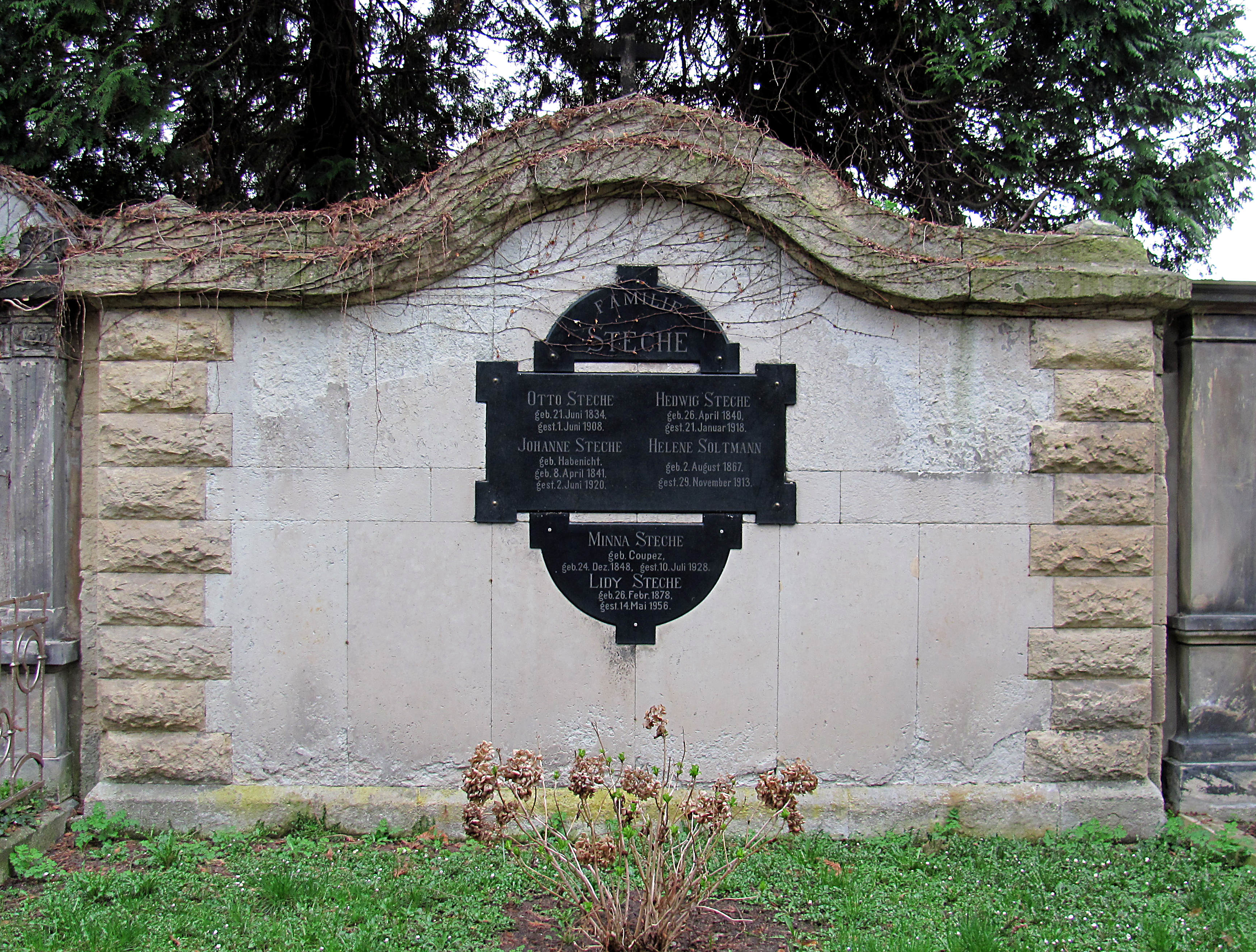
Grabmal von Otto Steche

Zahlreiche im Westen Radebeuls wohnende Persönlichkeiten wurden auf diesem Friedhof bestattet:
- Wiljalba Frikell (1817–1903), Zauberkünstler
- Wilhelm Heine (1827–1885), Maler, Schriftsteller und Reisender
- August Iffert (1859–1930), Gesangslehrer und Musikschriftsteller
- Herbert König (1820–1876), Zeichner, Illustrator und Aquarellmaler
- Walter König (1878–1964), Chemiker, Professor für Farbenchemie
- Hermann Arthur Lier (1857–1914), Bibliothekar und Publizist
- Benno von Massow (1827–1904), Generalleutnant
- Oscar Pletsch (1830–1888), Maler und Illustrator
- Maximilian von Polenz (1837–1907), Geheimer Regierungsrat, Amtshauptmann, Landtags- und Reichstagsabgeordneter
- Christian Rietschel (1908–1997), Schriftsteller und Kunsthistoriker, Grafiker und evangelischer Theologe
- Otto Steche (1834–1908), Unternehmer, Bruder von Richard Steche
- Erwin Thiele (1902–1975), Pianist, Komponist und Kapellmeister (Dresdner Turniertanzkapelle)

Aus denkmalpflegerischer Sicht werden in der Radebeuler Denkmaltopografie zahlreiche Grabmale hervorgehoben:

### Feld A
- Familiengrab Gabriel (1911)[7]
- Familiengrab Erich Koch (1936)[7]

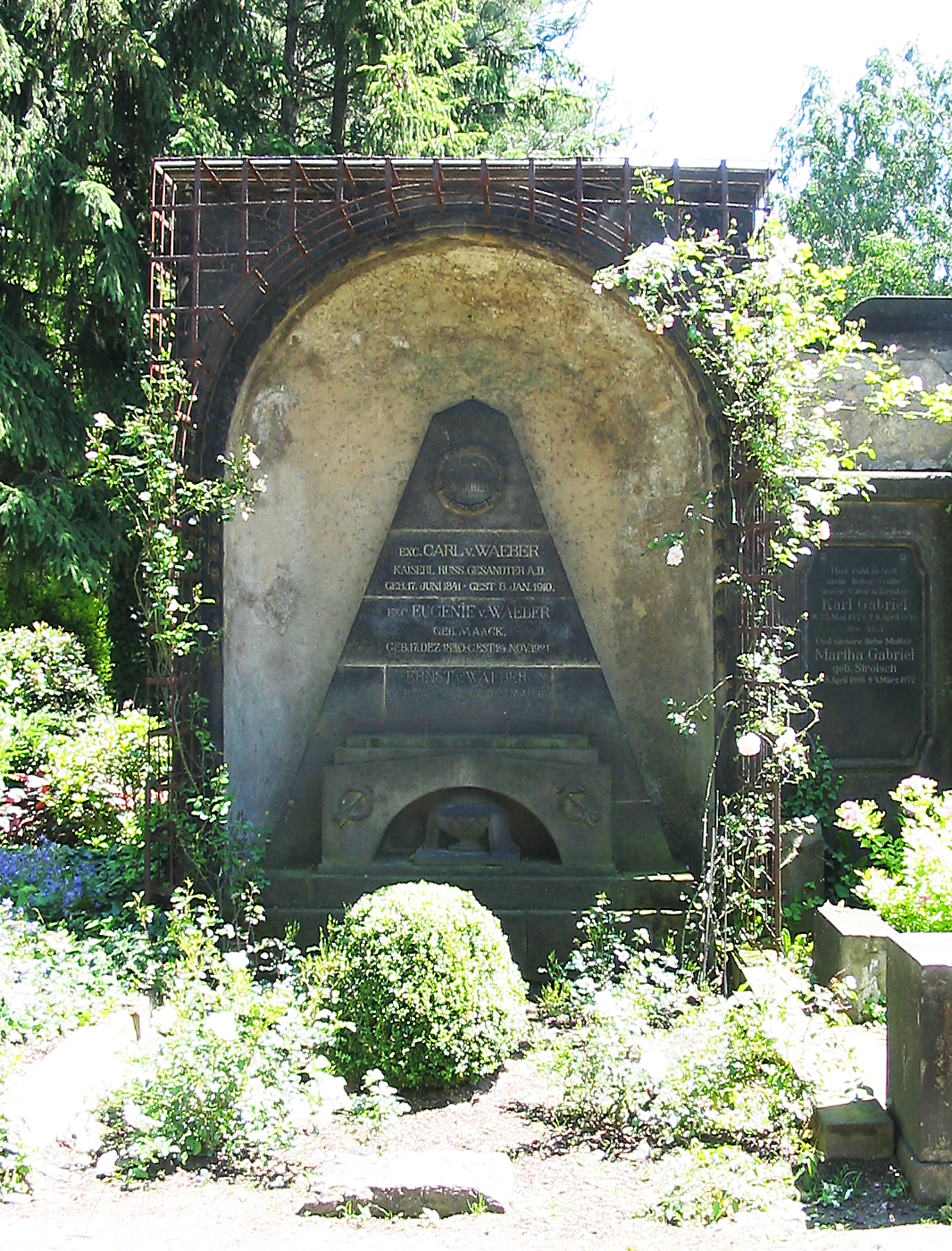
Grabmal Carl von Waebers

- Harald Kurz (1912–2002), Professor für Verkehrswissenschaft, technischer Autor und Modellbahnkonstrukteur
- Familiengrab Liebig (1920)[7]
- Familiengrab Alfred Sparbert (1860–1940),[7] Ingenieur und Fabrikdirektor, Mitgründer und Besitzer der Dresdner Schnellpressenfabrik sowie
- Hellmuth Sparbert (1893–1971),[7] Fotograf, Heimatforscher und Denkmalpfleger, Sohn von Alfred Sparbert
- Familiengrab Trautmann (1912)[7]
- Carl von Waeber (1841–1910),[7] Kaiserlich Russischer Gesandter a. D. (Architekten: Otto Rometsch und Adolph Suppes, Bildhauer: Ernst Thalheim)

### Feld B
- Familiengrab Johann Berge (1888)[7]
- Familiengrab Brandt-Berge (1889) und Grabmal ohne Namen (mit Gottesauge, um 1900)[7]
- Familiengrab Eugen Hermann von Dedenroth (1829–1887),[7] Schriftsteller
- Familiengrab Marie Christine Enterlein (1886)[7]
- Familiengrab Richard Fischer (1904)[7]
- Familiengrab Hammer (1843, 1819 gefertigt, nach 1882 umgesetzt)[7]
- Familiengrab Bernhard Hartenstein (1840–1889)[7]
- Familiengrab Willy Heckmann (1921)[7]
- Familiengrab Lamsbach (1888)[7]
- Grabmal von Schweinitz (1914)[7]
- Familiengrab Wesemann (1889)[7]
- Grabmal Walter Zinke (1933)[7]

### Feld C

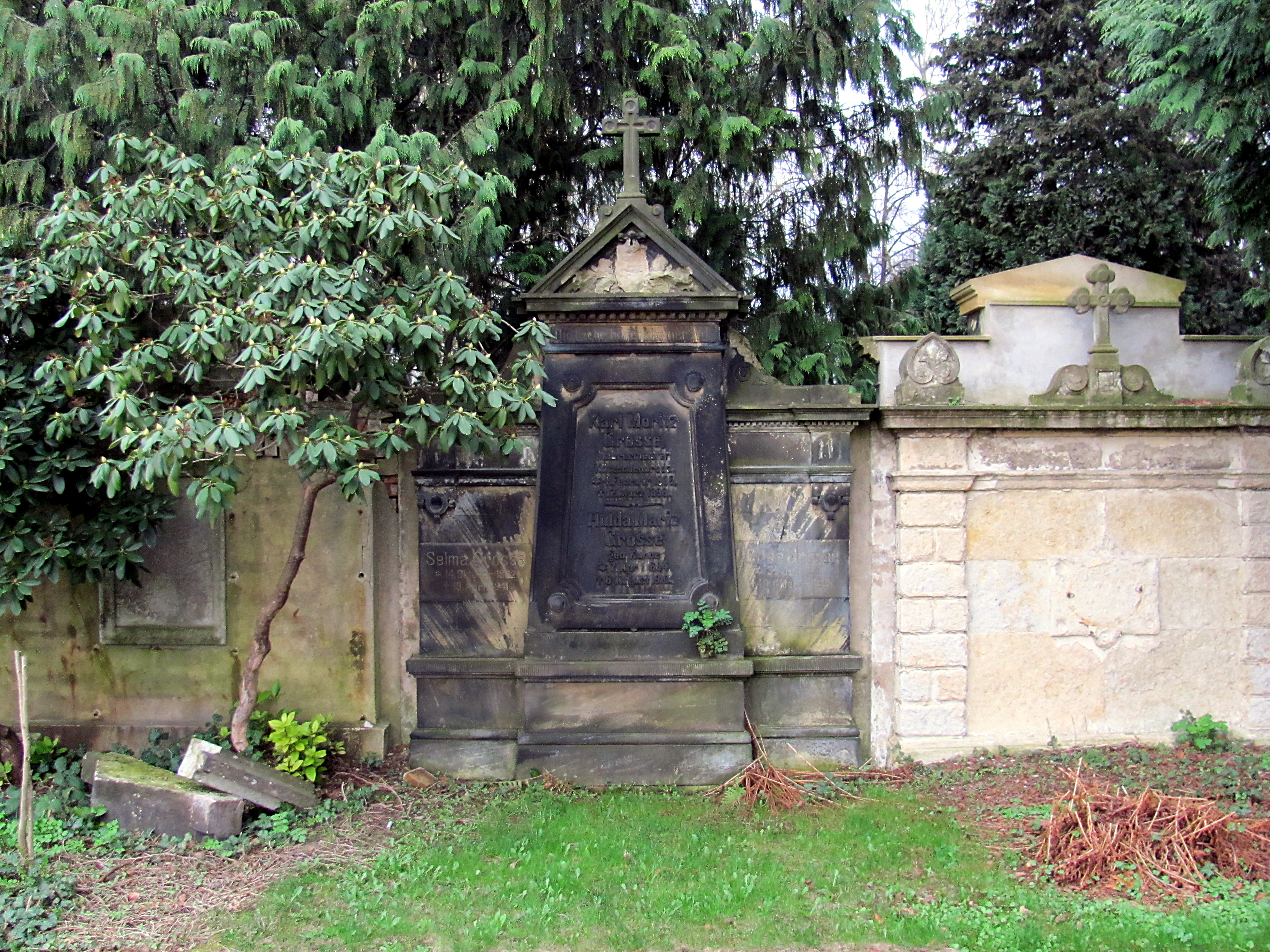
Grabmal Moritz Große

- Familiengrab H. W. Feldmann (1899)[7]
- Familiengrab Karl Moritz Große,[7] Baumeister (1898)
- Max Grübler (1887–1951), Architekt und Baumeister (im Familiengrab Robert Mittelbach)
- Familiengrab Herrmann (Kopie einer Christusgestalt von Bertel Thorvaldsen)[7]
- Edmund Kießling (1875–1948), Baumeister (im Familiengrab Robert Mittelbach)
- Jugendstil-Grabmalsanlage Ernst und Albertine Kröhnert (1902)[7]
- Robert Mittelbach (1855–1916), Topograf und Verleger kartografischer Werke
- Familiengrab Adolf Neumann, Baumeister (1852–1920)[7]
- Familiengrab Karl Sinkwitz (1886–1933),[7] Landschaftsmaler und Grafiker
- Familiengrab Weidhaas-Braune[7]
- Familiengrab Clara Wuthe (1902, ein Gruftgrab)[7][8]
- klassizistisches Grabmal ohne Namen (um 1880)[7]
- zwei Grabmäler ohne Namen neben Feldmann (um 1890 und um 1900)[7]

### Feld D
- Grabmal Frieda Büchner (1932)[7]

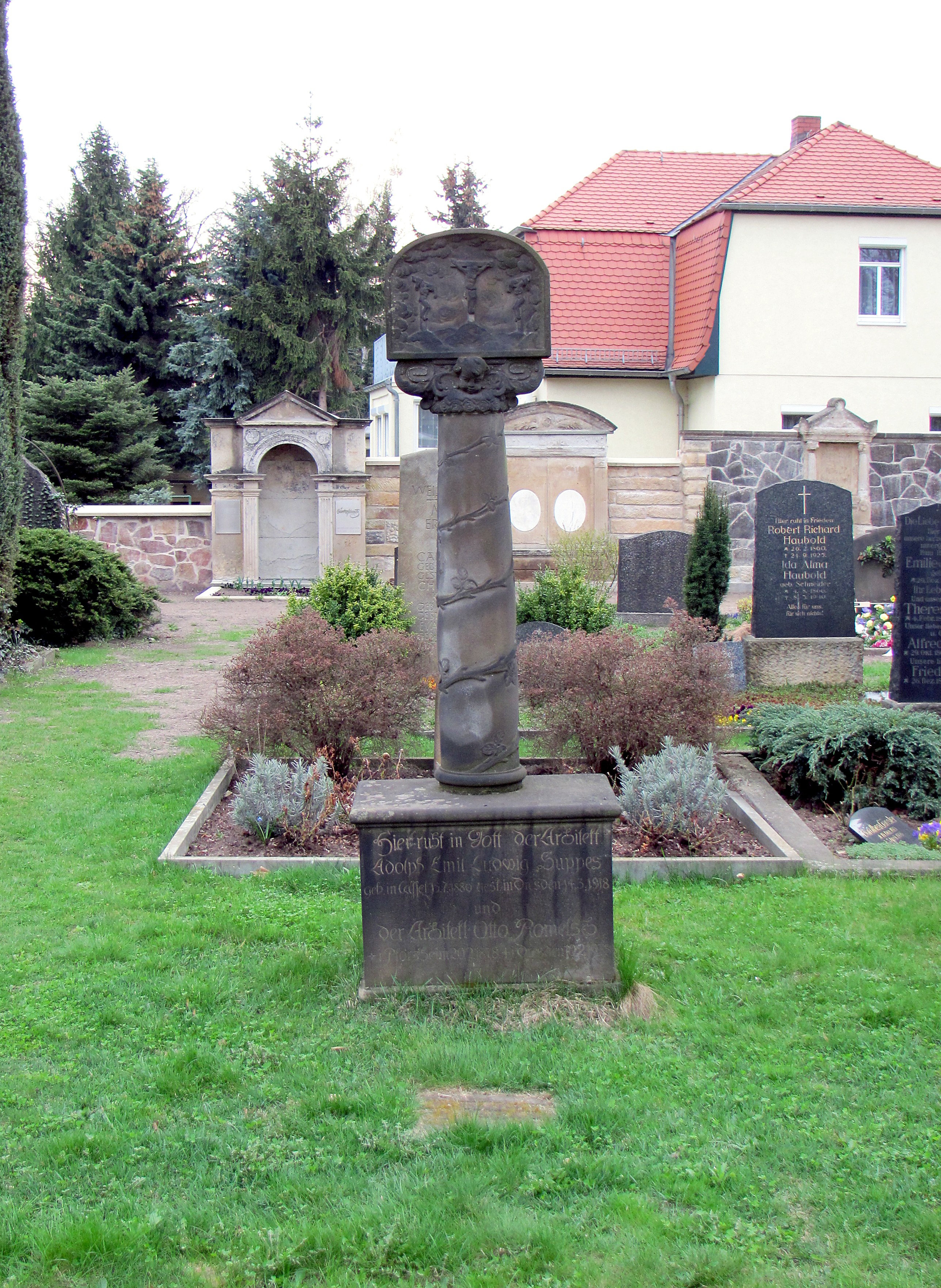
Grabmal von Suppes und Rometsch

- Alfred Fellisch (1884–1973), Politiker (SPD/SED), Ministerpräsident von Sachsen, sächsischer Landesminister zur Zeit der Weimarer Republik und der DDR
- Franz Jörissen (1895–1996), Baumeister
- Grabmal Ruth Meier (1888–1965),[7] Malerin und Grafikerin, und Mutter Sophie Meier (Neubelegung, Grabstein 1897 von dem Dresdner Bildhauer Rudolf Hölbe)
- Grabmal Otto Rometsch (1878–1938) und Adolph Suppes (1880–1918),[7] Architekten
- Günter Schmitz (1909–2002), Maler und Grafiker
- Felix Sommer (1878–1934), Architekt und Baumeister
- Der Steinmetz Günter Bollenbach (1938–2005) schuf in den Jahren seines Wirkens eine große Menge an Grabsteinen in Form von schlanken, aufrechten Stelen. Viele davon sind im Quartier D im sogenannten „Bollenbach-Stelenfeld“ aufgestellt.[7]

### Feld E

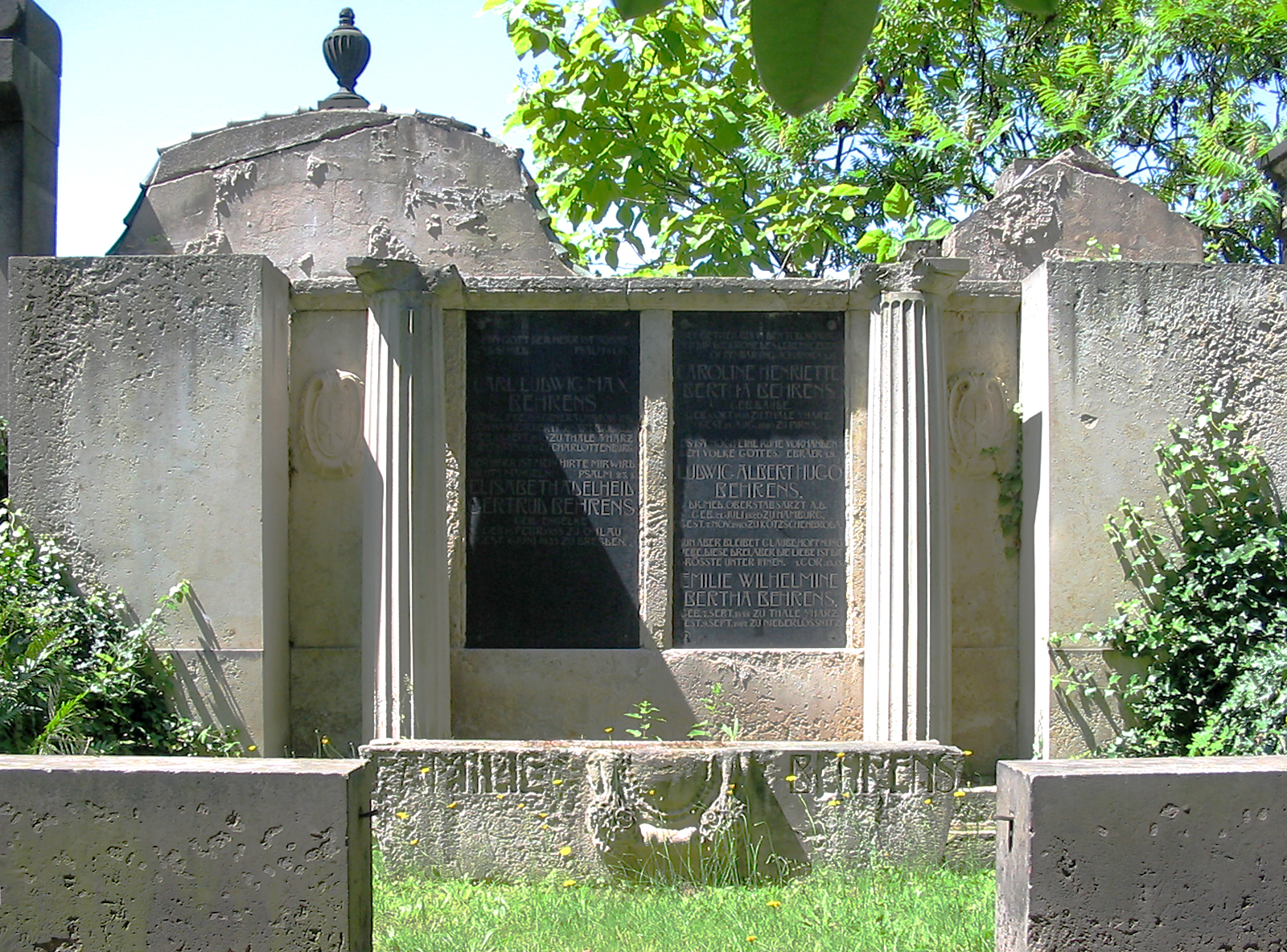
Familiengrab Behrens

- Familiengrab Hugo Behrens (1820–1910) mit Bertha Behrens (1848–1912) und Carl Ludwig Max Behrens (1850–1908, Generalmajor)[7]
- Familiengrab von Gersdorf (1907)[7]
- Lenelies Höhle-Gadegast (1931–1990) Kammersängerin
- Ernst Kießling (1873–1951), Baumeister und Architekt
- Familiengrab Julius Hermann Lehmann, Bildhauer und Steinmetzmeister (1925)[7]
- Familiengrab Rudolf Wilhelm Martienssen (1918)[7]
- Grabmal Ohnsorge (1904)[7]
- Grabmal Thomas Reuter (1900, Neubelegung)[7]
- Fritz Stopp (1886–1975), Lehrer und Botaniker
- Familiengrab Karl Otto Trobsch, Architekt und Baurat (1909/1910)[7]
- Grabmal Unger (1906)[7]
- Christusfigur (um 1900)[7]

### Feld F
- Grabmal Bleschke (Kupfer 1910, Neubelegung)[7]
- Grabmal Rudolf Genée (1910)[7]
- Grabmal Kirsch (1910, Neubelegung)[7]
- Grabmal Tzschoppe (1910, Neubelegung 1977)[7]
- Familiengrab Ulrich (1918)[7]

### Feld G
- Grabmal Anacker und Grosse (1903)[7]
- Grabkreuz Gündel (1904)[7]
- Familiengrab Hempel (1905)[7]

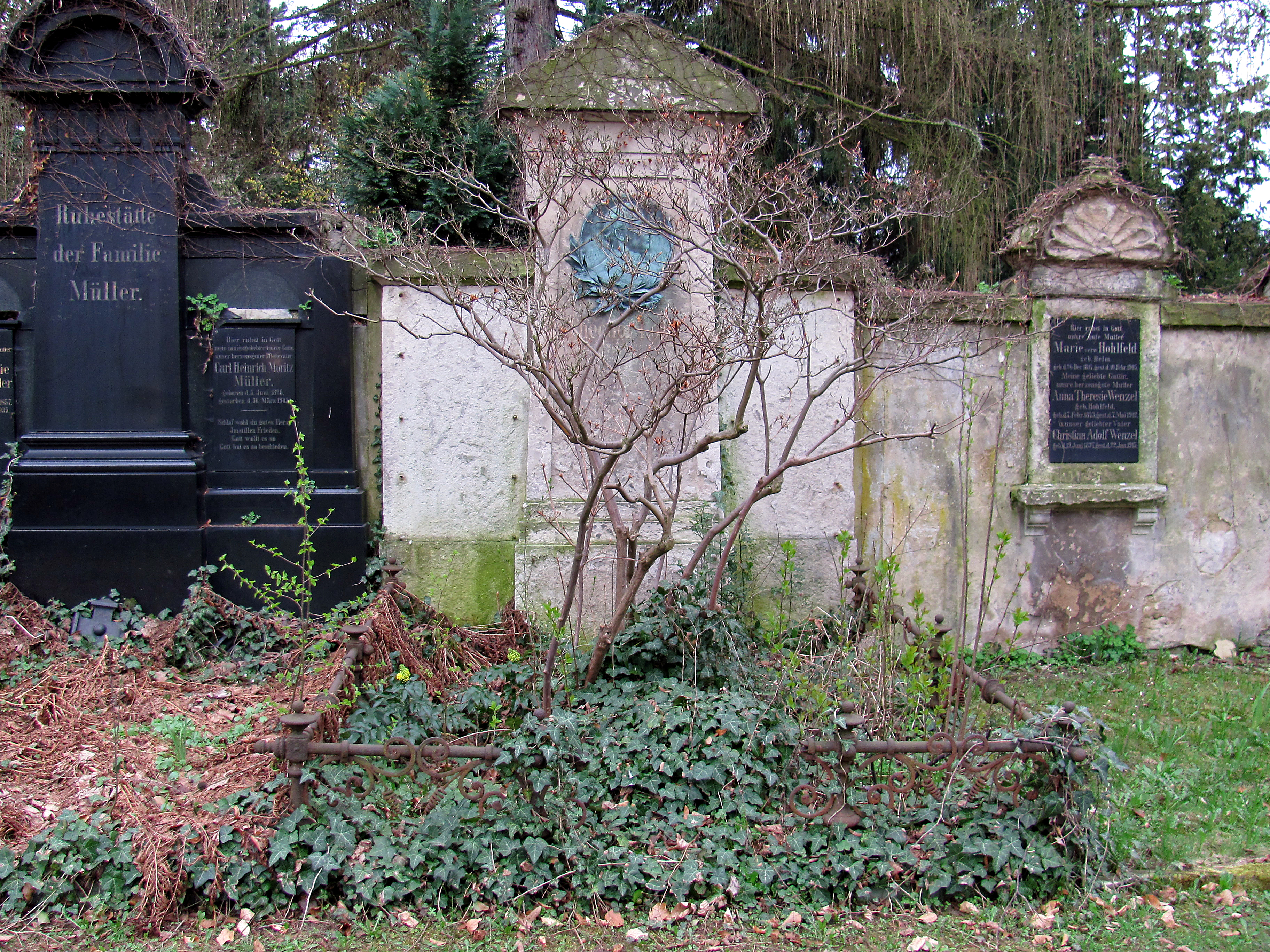
Theodor Lobes Grabmal

- Grabmal Paul Alexander Kühne (1902)[7]
- Familiengrab Kunack (1905)[7]
- Grabmal Heinrich Wilhelm Lehmann (1895)[7]
- Familiengrab Theodor Lobe (1905) (Plastiker der bronzenen Porträtplakette: Johannes Boese)[7]
- Familiengrab Victor Lorenz Meyer genannt von Sallawa und Radau (1904, siehe Töchterheim Sallawa)[7]
- Familiengrab Monteiro (1904)[7]
- Grabmal Edmund Richter (1905)[7]
- Grabkreuz Vetters[7]

### Feld H

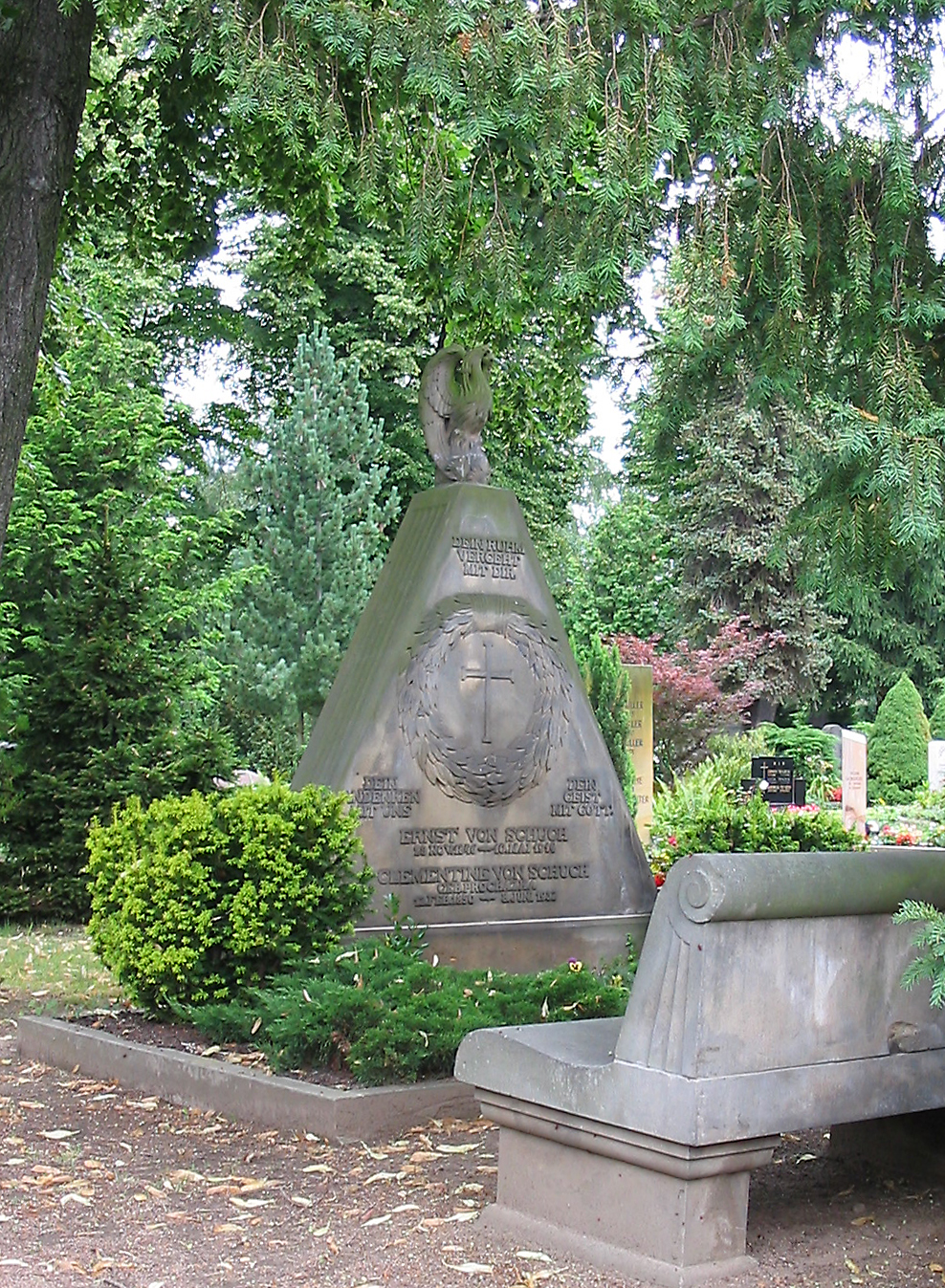
Grab von Ernst und Clementine von Schuch

- Grabmal Tiedemann (1913) (vermutlich die Eltern des Fabrikanten Alfred Tiedemann, Besitzer von Schloss Wackerbarth)[7]
- Familiengrab Wiswede (1910) (Bildhauer: Ernst Thalheim)[7]
- Grabmal Ernst Zeidler (1914) (Bildhauer: Ernst Thalheim)[7]

### Feld J
- Familiengrab Bär (1923) (Firma: Mürbe-Bär)[7]
- Grabmal Ernst Leopold von Sydow (1942)[7]

### Feld K
- Familiengrab Ernst von Schuch (1846–1914), Dirigent, und Clementine von Schuch-Proska (1850–1932), Opernsängerin[7]
- Familiengrab Liesel Schuch-Ganzel (1891–1990), Opernsängerin, Tochter von Ernst und Clementine von Schuch[7]

Bis zur Auflösung des Grabs von Burkhart Ebe (1881–1949) und seiner Frau am 2. April 1994 wegen Ablaufs der Liegefrist befand sich auch dieses Grabmal auf dem Friedhof Radebeul-West. Heute steht die von Ebe selbst geschaffene figürliche Reliefplastik aus Sandstein, das denkmalgeschützte sogenannte Grabmal Kleinecke, bei einer befreundeten Familie auf dem Privatgrundstück.